# جبل الريح (المريخ)
أيوليس مونس أي جبل الريح (باللاتينية: Aeolis Mons) ويسمى أيضاً جبل شارب (بالإنجليزية: Mount Sharp)‏ وهو جبل عالي في كوكب المريخ. ويشكل القمة المركزية لفوهة غيل ويقع تقريبا، ويرتفع5.5 كـم (18,000 قدم) من قعر الوادي.
على الرغم من أن نشأة الجبل غير معروفة بالضبط، فإنه يعتقد أن تكون تشكلت نتيجة لطبقات الرواسب على مر الزمن ثم جزئيا تتلاشى بعيداً. أيوليس مونس أعلى من أي من الجبال في الولايات المتحدة.

## صور

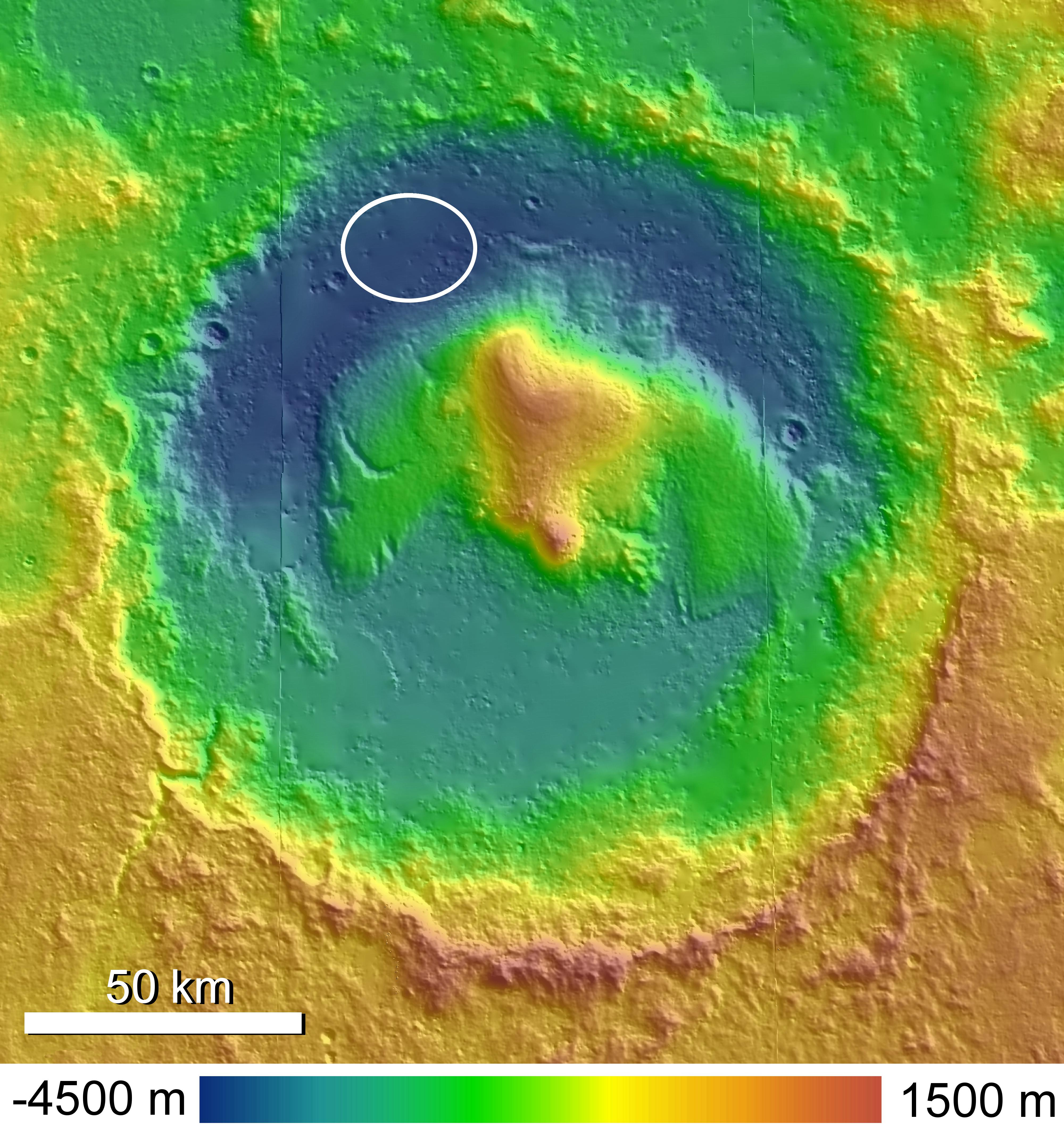
فوهة غيل وجبل الريج يرتفع من الوسط. مكان هبوط جوال كيريوزيتي (مشار إليه) في أيوليس بالوس.